# Alfred Döblin
Alfred Döblin (Stettino, 10 agosto 1878 – Emmendingen, 26 giugno 1957) è stato uno scrittore, drammaturgo e psichiatra tedesco di origine ebraica; le sue opere sono caratterizzate da una forte critica verso la società.

## Biografia

Francobollo commemorativo di Alfred Döblin emesso dalla DDR nel 1978

Nato a Stettino nella Pomerania prussiana da una famiglia di modeste condizioni, all'età di dieci anni rimase fortemente traumatizzato quando il padre abbandonò moglie e figli per scappare in America con una donna di vent'anni più giovane, lasciando la famiglia nell'indigenza. Con la madre si trasferì allora a Berlino, dove si laureò in medicina. Parallelamente alla sua attività di medico psichiatra, Döblin iniziò a collaborare nel 1910 con la rivista espressionista Der Sturm (La Tempesta) di Herwarth Walden, iniziando così la sua doppia vita di scrittore e medico.
Nel 1912 sposò Erna Reiss, da cui ebbe quattro figli. Arruolato nella prima guerra mondiale, Döblin fece il medico militare soprattutto in Alsazia. Ritornato a Berlino, si trasferì nel quartiere di Lichtenberg, dove fu testimone oculare della rivolta del marzo 1919, divenuta poi tema del suo romanzo Novembre 1918. Risale a quel periodo la sua adesione al partito socialista.
Nel periodo berlinese Döblin redasse molti articoli (ad esempio recensioni teatrali e cinematografiche, ma anche sulla vita nelle strade della capitale), tra gli altri per il Prager Tagblatt (giornale praghese in lingua tedesca). Questi lavori tracciano spesso un quadro della vita quotidiana nella Berlino degli anni ruggenti della Repubblica di Weimar, e parte di essi confluirono nel celebre romanzo Berlin Alexanderplatz (1929), che oltre ad essere il suo capolavoro è entrato nella storia della letteratura in quanto primo e più significativo esempio del romanzo metropolitano (Großstadtroman) tedesco.
Nel 1933, nel momento di massima tensione antisemita che seguì l'avvento al potere di Adolf Hitler, Döblin si trasferì a Parigi, dove ottenne la cittadinanza francese; nel frattempo, in quanto autore di origine ebraica, le sue opere furono messe al bando in Germania. Nel 1940, anno dell'occupazione della Francia, riparò in Spagna e in Portogallo e da lì emigrò negli Stati Uniti, dove si convertì al cattolicesimo.
Nell'immediato dopoguerra fece ritorno in Germania, a Baden-Baden, dove svolse attività di ispettore letterario nella zona di occupazione francese. Parallelamente fu editore del mensile letterario Das goldene Tor (La Porta d'Oro). Deluso dall'evoluzione politica del dopoguerra, nel 1953 Döblin fece ritorno in Francia, dove visse fino al 1956.
Alfred Döblin morì ad Emmendingen (vicino a Friburgo in Brisgovia) nel 1957.

## Opere
Dopo il singolare Die drei Sprünge des Wang-Lun (I tre salti di Wang-Lun), romanzo storico incentrato sulla sintesi del Taoismo con la dottrina della non-violenza di matrice tolstoiana, e romanzi di vario genere, che spaziarono dalla fantascienza al romanzo socialista, Döblin realizzò con Berlin Alexanderplatz il suo capolavoro, un vero e proprio epos metropolitano, nel quale la precisione naturalistica si impreziosì di elementi grotteschi e ironici, e l'impronta neo-realistica si fuse con lo stile e l'impostazione espressionista. Qui di seguito un elenco delle opere di Alfred Döblin:
- 1903 - Der schwarze Vorhang (La cortina nera)
- 1913 - Berliner Programm (Programma berlinese)
- 1913 - Die Ermordung einer Butterblume, racconti
  - L'assassinio di un ranuncolo, e altri racconti, trad. di Eva Banchelli, Milano, Sugarco, 1980; Milano, Mondadori, 2023.
- 1915 - Die drei Sprünge des Wang-Lun (I tre salti di Wang-Lun), romanzo
- 1918 - Wadzeks Kampf mit der Dampfturbine (La lotta di Wadzek con la turbina a vapore), romanzo
- 1920 - Lusitania, pezzo teatrale
- 1920 - Wallenstein, romanzo storico espressionista
- 1921 - Der deutsche Maskenball (Il ballo in maschera tedesco), pezzo teatrale
- 1923 - Die Nonnen von Kemnade (Le suore di Kemnade), pezzo teatrale
- 1924 - Die beiden Freundinnen und ihr Giftmord, romanzo breve
  - Le due amiche e il loro delitto, Introduzione e trad. di Eva Banchelli, Collana Tasco n.137, Milano, Sugarco, 1988; Milano, SE, 1995.
- 1924 - Berge, Meere und Giganten (Monti, mari e giganti), romanzo condensato nel 1932 sotto il titolo: Giganten (o Giganti)
- 1925 - Reise in Polen (Viaggio in Polonia), diario
- 1927 - Manas, poema epico in versi
- 1929 - Berlin Alexanderplatz, romanzo
- 1931 - Die Ehe (Il matrimonio (libro)), pezzo teatrale
- 1933 - Unser Dasein (La nostra esistenza), saggio
  -  Rinnovamento ebraico, traduzione di G.A. Disanto, Collana Schulim Vogelmann, Firenze, Giuntina, 2008, ISBN 978-88-805-7294-7.
- 1934 - Babylonische Wanderung (Migrazione babilonese), romanzo
- 1935 - Pardon wird nicht gegeben (1937), romanzo
  - Senza quartiere, trad. di Alessandra Scalero, Milano, Mondadori, 1937-2023.
- 1937 - Das Land ohne Tod. Südamerika-Trilogie (La terra senza morte. Trilogia sudamericana)
- 1938 - Der neue Urwald (La nuova foresta vergine)
- 1938 - Der blaue Tiger (La tigre azzurra)
- 1938 - Die Fahrt ins Land ohne Tod (Il viaggio nel paese senza morte)
- 1938-1950 - November 1918. Eine deutsche Revolution (1949), romanzo in quattro volumi
  - Addio al Reno, trad. di Ruth Leiser e Franco Fortini, Torino, Einaudi, 1949
- 1939 - Confucius (Confucio), saggio
- 1946 - Der Oberst und der Dichter (Il cuore dell'uomo, 1948)
- 1946 - Der unsterbliche Mensch. Ein Religiongespräch (L'uomo immortale. Un dialogo religioso)
- 1948 - Unsere Sorge, der Mensch (L'uomo, la nostra preoccupazione)
- 1948 - Reiseverkehr mit dem Jenseits, racconto 
  - Traffici con l'aldilà, trad. di Enrico Arosio, Collana Piccola Biblioteca, Milano, Adelphi, 1997, ISBN 978-88-459-1286-3.
- 1948 - Heitere Magie (Magia allegra)
- 1956 - Hamlet oder Die lange Nacht nimmt ein Ende (Amleto ossia la lunga notte volge alla fine), romanzo
  -  Amleto. La lunga notte sta per finire, traduzione di L. Grevel, Collana Père Lachaise, Firenze, Edizioni Clichy, 2014, ISBN 978-88-679-9060-3.